# VenusBlood -DESIRE-
『VenusBlood -DESIRE-』（ヴィーナスブラッドデザイア）は2009年11月27日にdualtailより発売されたアダルトゲームである。
本作はdualtailブランドの第七作目であると同時に、『VenusBlood』シリーズの第三作目にあたる。
前作までの調教SLGとは大きく異なり、部隊を率いて各都市を占拠していく、いわゆる国盗りSLGとなっており、以後のVenusBloodシリーズの基本形となっている。
公式でのジャンル名は「女神悪堕ち触手SLG」だが、教団経営に携わるパートもあり、経営シミュレーションゲームとしての一面を持っている。

## 開発
前2作は「詰将棋のような調教もの」として人気があったが、本作の開発期間中に本物の監禁事件が発生し、アダルトゲーム業界内で調教ものが白眼視されたため急きょ予定を変更せざるを得なくなり、先送りとなった国盗りSLG企画を基に、本作が制作された。
悪堕ちという要素は第一作『VenusBlood』でもエンディングの一つとして存在していたが、「悪堕ちした後も見たかった」というユーザーの要望があったことに加え、「完全な凌辱がだめでも両者合意の上ならば大丈夫なのか」という線引きに対する打開策として、「悪堕ちしたヒロインが主人公に迫る」ということなり、「女神悪堕ちシステム」として完成した。

## ゲームシステム
本作のシステムは前2作とは大きく異なり、主にアドベンチャーパート、教団経営パート、コマンドバトルパートによって構成されている。

### アドベンチャーパート
ストーリーが進む、Law値・Chaos値が一定値になる、などの条件を満たすと発生し、攻める都市の決定や女神の好感度などが変化する。選択肢によってカルマとローフルという数値が増えていき、それによってロウルートにいくかカオスルートにいくか変化する。

### 教団経営パート
教団経営パートではフェイズ、資金、女神の体力を消費することで領地の発展、徴兵、女神の調教をすることができる。調教ではそれぞれの女神毎にLaw値とChaos値という値が存在し、一定値を超えると女神固有のイベントシーンとなる。またシナリオが一定まで進むと女神が悪堕し、プレイヤーの軍門に下らせることができる。

### コマンドバトルパート
コマンドバトルパートでは徴兵で選んだ最大5つのユニットを戦わせる。この際加護する女神を3柱まで選択できる。女神が加護するとユニットのステータスが女神のステータス分上昇する。1ターン毎に火土風水光闇の月が変化し、女神も同様の属性を持ち、月と女神の属性が一致すれば女神のステータスが強化され、相対する属性の場合は弱体化する。相手にダメージを与えることでForceという数値が溜まり、これを消費することでゴッドスキルが発動する。相手を全滅させるか、戦闘終了時に総兵力が相手より多ければ勝利となる。

## ストーリー
正ノルニル教団の神官であった青年・クリフトは、親友の裏切りによって一族を皆殺しにされ、いわれなき罪を負わされた。
そこから逃げ出して十年近く、顔を仮面で隠し、名をダンテスと変えた彼は欲望の女神エリードと出会った。彼女の力を借りてかつて信仰していた天の女神ルトナを捕らえ力を奪ったダンテスはネメシア新教を立ち上げ、自分を裏切ったアレクシスに復讐するために動き始めた。

## 登場人物
ダンテス
怒る仮面のダンテス
本作の主人公。本来の名はクリスト。女神の気配を感じ、姿を見、声を聞き、その身に触れられるという特殊な力を持った一族の出身。正ノルニル教団の高位の神官であったが、アレクシスの裏切りにより一族を皆殺しにされ、ルトナを姦通したという罪を着せられてしまう。何とか生き延び、長い逃避行の果てにエリードから力を与えられて、若返っている。アレクシスへの復讐ためにネメシア新教を作り上げ、他の女神の力も手に入れようとしている。
つけている仮面はエリードから与えられた多欲の肖像デザイア。
ルトナ
声 - 花南
善 - 紡ぐ天命のルトナ、悪 - 巡る宿業のルトナ
天と運命を司る女神。かつては北のバルカ総本山の守護していた。光の五柱神の主神であり、クリストとも知り合いであった。現在はアイディリアに信仰のほとんどを奪われており、消滅寸前であったが、ダンテスと再会し、彼が立ち上げたネメシア新教のおかげで何とか消滅を免れた。ダンテスの変わりように心を痛めているが、自身の力のなさから諦めを見せている。
悪堕ち後は女神の中でダンテスのことを最も強く想っており、嫉妬や独占欲などの感情も見せる。
神具は運命の杖ケリュケイオン。
ペルセイラ
声 - 水純なな歩
善 - 造る業火のペルセイラ、悪 - 屠る獄炎のペルセイラ
炎を司る女神。南西のディルゴートを守護している。戦いを司る女神でもあり、好戦的である。ルトナのことを敬愛しており、彼女を守ろうとする思いが他の従属神よりも強い。
悪堕ち後は嫌っていた殺人も厭わなくなり、神具もより戦闘向きとなる。
神具は炎の剣 レーヴァテイン。
カサルナ
声 - 和葉
善 - 歌う流水のカサルナ、悪 - 誘う水禍のカサルナ
水を司る女神。北東のウィルズを守護している。海や川辺の船乗り達に信仰されている。歌によって人の心を静めることができる。
悪堕ち後は娼婦のような姿をしており、淫靡さが増している。
神具は三叉の槍トリアイナ。
ユティル
声 - 渋谷ひめ
善 - 語る疾風のユティル、悪 - 踊る暴風のユティル
風を司る女神。南東のグリッダを守護している。幼い姿をしており、見た目通りの子供っぽい性格をしている。噂話に精通しており、様々な情報を仕入れてくる。
悪堕ち後はあどけなさが消え、甘い声を出すようになる。基本的な性格は変わっておらず、欲望に忠実になっているため、ダンテスからは前より扱いづらいとされている。
神具は嵐の角笛ギャラルホルン
クローフィア
声 - 岩泉まい
善 - 学ぶ大地のクローフィア、悪 - 渇く荒野のクローフィア
土を司る女神。北西のシェイルドンを守護している。女神の中では最も博識で、読書を趣味にしている。
悪堕ち後は元の理性的な性格は変わっていないが、色っぽさが増している。
神具は大地の槌アトラス。
エリード
声 - ももぞの薫
進む欲望のエリード
欲望を司る女神。南のイロティスを守護している。光の五柱神とは異なる女神。人の欲望が力をなるため、他の女神より弱体化はしていない。弱りきったダンテスの前に現れ、彼に復讐するための力と方法を授ける。気紛れで軽い性格をしているようだが、何を考えているかははっきりしない。
神具は独占欲と物欲、情愛を司る束縛の鎖グレイプニール
アイディリア
声 - 咲ゆたか
黙す天空のアイディリア
現在の正ノルニル教団が信仰する偽点の女神。表向きは穢れを払うためにルトナが処女の身体に降臨した現人神だと言われている。その正体はアレクシスが事故で死んだ娘アリアを太古の禁断の技術を用いて生み出された人造神。ただしアリアとしての記憶は持っておらず、人形のような反応しかしない。その力は真正の女神達をも上回る。
フェレス
声 - ももぞの薫
癒す宵闇のフェレス
闇を司る女神。かつてアレクシスの前に現れ、人造神計画を授けた。現在は正ノルニル教団の従属神として一部の者にのみ知られている。人々からの信仰がまったくないにもかかわらず他の女神のように力がまったく衰えていない謎の女神。
神道は宵闇の鎌クロノス。
アレクシス
憎む涙のアレクシス
正ノルニル教団の現教皇。前教皇の養子であり、クリストの親友でもあった。事故により妻と娘を失った悲しみから運命を司るルトナのことを憎むようになり、狂気の道に走ってしまった。ダンテスの父フェルナンの目を奪い、自身に移植したため女神の姿を見ることができる。

## スタッフ
- 監督・ゲームデザイン - け〜まる
- 企画 - dualtail
- 原画 - トシぞー、丹下ゲンタ
- シナリオ - 内山涼介、イルカ、け〜まる
- 演出スクリプト - 樋舘誠
- システムスクリプト - 三間茶屋
- サウンド - CHRIS (Sound Libero)
- ムービー - 木沢スタジオ
- CG監修 - トラ
- CG - 詠餉、ちゅるり、るいるい

## 主題歌
主題歌『CrusadeR（クルセイダー）』
作曲 - 流歌 (encounter+)
作詞・歌 - 桃梨 (encounter+)